# John Edgar Fowler
John Edgar Fowler (* 8. September 1866 bei Clinton,  North Carolina; † 4. Juli 1930 ebenda) war ein US-amerikanischer Politiker. Zwischen 1897 und 1899 vertrat er den Bundesstaat North Carolina im US-Repräsentantenhaus.

## Werdegang
John Fowler besuchte die öffentlichen Schulen seiner Heimat und absolvierte danach das Wake Forest College. Nach einem anschließenden Jurastudium und seiner 1894 erfolgten Zulassung als Rechtsanwalt begann er in Clinton in diesem Beruf zu arbeiten. Zwischen 1895 und 1903 war er auch Kurator der Mädchenschule State Normal College for Women in Greensboro.
Politisch schloss sich Fowler in den 1890er Jahren der Populist Party an. In den Jahren 1895 und 1896 saß er im Senat von North Carolina. Bei den Kongresswahlen des Jahres 1896 wurde er im dritten Wahlbezirk seines Staates in das US-Repräsentantenhaus in Washington, D.C. gewählt, wo er am 4. März 1897 die Nachfolge von John G. Shaw antrat. Bis zum 3. März 1899 konnte er eine Legislaturperiode im Kongress absolvieren. Diese war von den Ereignissen des Spanisch-Amerikanischen Krieges geprägt.
Nach seinem Ausscheiden aus dem US-Repräsentantenhaus praktizierte Fowler wieder als Anwalt. Außerdem arbeitete er in der Landwirtschaft. In den Jahren 1905 und 1906 war er Abgeordneter im Repräsentantenhaus von North Carolina. John Fowler starb am 4. Juli 1930 in Clinton.